# Hans Lahr
Johann Lahr, nemški smučarski skakalec in nordijski kombinatorec, * 21. januar 1913, † 24. februar 1942.

## Kariera
Hans Lahr je leta 1941 na Tednu smuških poletov na Bloudkovi velikanki v Planici z 111 metri postavil osebni in ne svetovni rekord kot je napačno krožilo po medijih, na tekmi pa je zasedel tretje mesto.
Nastopil je na Zimskih olimpijskih igrah 1936, kjer je osvojil 9. mesto v nordijski kombinaciji in 32. v smučarskih skokih. Na svetovnem prvenstvu leta 1938 je v Lahtiju na Finskem zasedel 25. mesto, v Zakopanah leto kasneje pa 7. mesto. Padel je v boju med drugo svetovno vojno februarja 1942.

## Svetovno prvenstvo
| Uvrstitev | Leto | Kraj     | Skakalnica |
| --------- | ---- | -------- | ---------- |
| 25. mesto | 1938 | Lahti    | velika     |
| 7. mesto  | 1939 | Zakopane | velika     |